# گردسران
گردسران (نام علمی: Strophariaceae) نام یک تیره از راسته قارچ‌های تیغک‌دار است.